# Tarawa

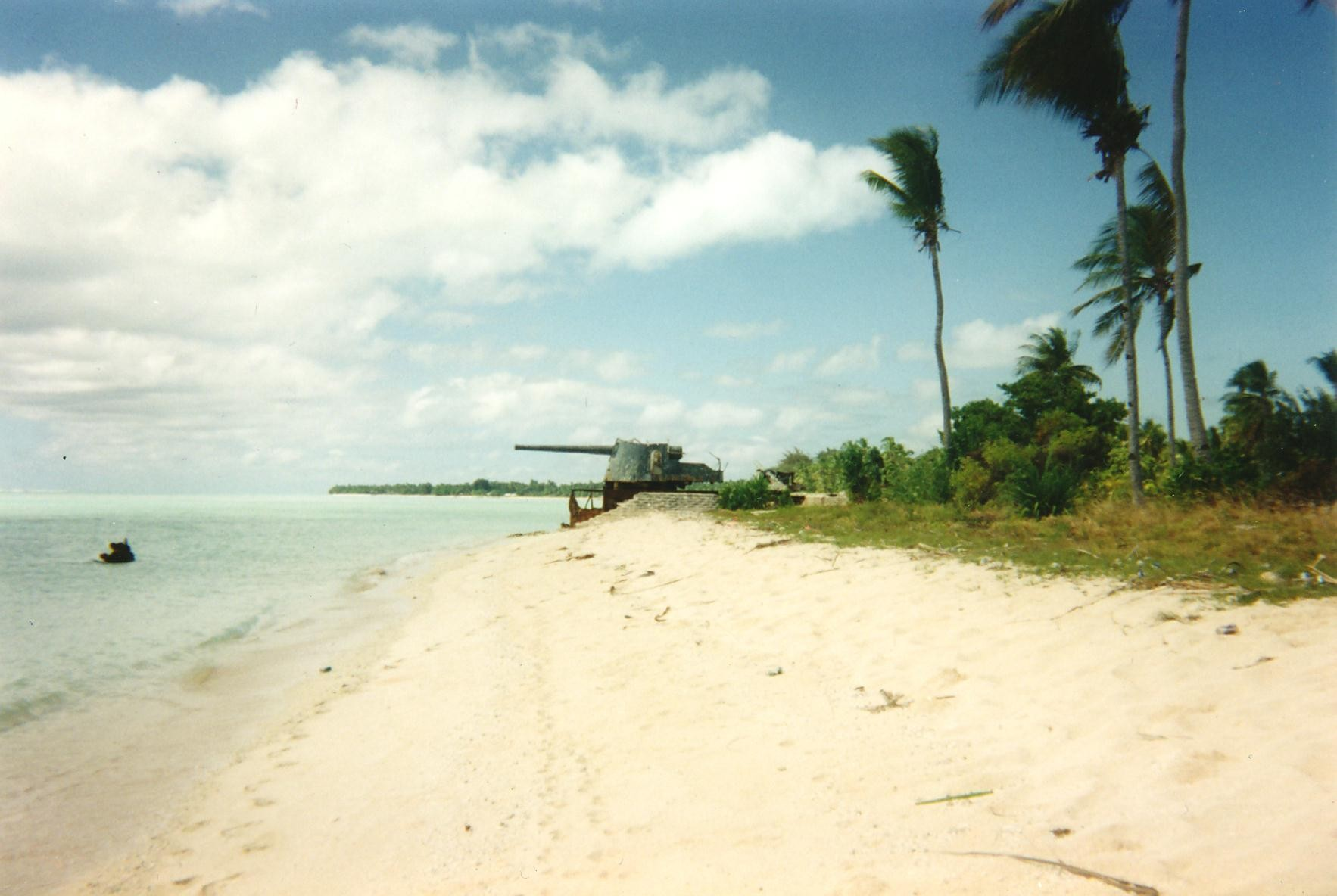
Overblijfsel van Japans verdedigingswerk

Tarawa is een atol in de Gilberteilanden, de meest bevolkte eilandengroep in Kiribati. Tarawa is de voormalige hoofdstad van de Britse kolonie Gilbert- en Ellice-eilanden. Een gedeelte van het atol wordt beslagen door de hoofdstad van het land, Zuid-Tarawa. Tarawa heeft 28.802 inwoners (1990). Tarawa kent grotendeels een Micronesische bevolking.

## Geschiedenis
Tijdens de Tweede Wereldoorlog werd Tarawa bezet door de Japanners en vanaf 20 november 1943 was het de locatie van de bloedige Slag om Tarawa.

## Geografie
Het Tarawa-atol bestaat uit 24 eilanden, waarvan er een achttal bewoond zijn.
Het grootste eiland van het atol is Bonriki, met eveneens de grootste woonplaats, genaamd Bikenibeu. Hier bevindt zich ook de internationale luchthaven. Het eiland Bonriki is met een weg verbonden met het eiland Bairiki. Het volgebouwde eiland Betio fungeert als haven voor het atol. Toerisme is de belangrijkste vorm van inkomen voor Tarawa.
Het zuidelijke gedeelte heet Zuid-Tarawa, is de nationale hoofdstad en is derhalve een nogal druk gebied, terwijl het noorden veel rustiger is, en een goed beeld geeft van de typisch Micronesische dorpscultuur – vergelijkbaar met de andere Gilberteilanden.

### Eilanden
- Ambo
- Bairiki
- Betio
- Bonriki

### Plaatsen
Abatao - Bairiki - Bikenibeu - Buariki - Buota - Eita - Marenanuka - Taborio - Teaoraereke

## Bestuurlijk
Het atol is onderverdeeld in drie subdivisies.
- De Teinainano Urban Council (of TUC), van Bairiki tot Bonriki, de hoofdstad van Kiribati
- Betio Town Council (of BTC), op Betio
- Noord-Tarawa of Tarawa Ieta, dit omvat alle noordelijke eilanden van het atol.

Het regeringscentrum van Kiribati is op Bairiki, een van de meest zuidelijke eilanden. Het parlement is op Ambo en gedeeltes van de bestuurlijke instanties bevinden zich op Betio en Bikenibeu.

## Transport

### Luchtvaart
Op Tarawa is de enige internationale luchthaven van Kiribati gelegen (Bonriki International Airport), het atol is dan ook de voornaamste ingang voor alle reizigers naar Kiribati. Bonriki International Airport is internationaal uitsluitend verbonden met Fiji, daarnaast zijn er rechtstreekse binnenlandse vluchten naar 13 luchthavens in de Gilberteilanden. De drie andere luchthavens in de Gilberteilanden zijn ook makkelijk te bereiken via Tarawa, zij het met een korte tussenstop op één of meer van de 13 eerder vermelde faciliteiten.
De vluchten naar Fiji worden verzorgd door de Fijische nationale maatschappij Air Pacific, de binnenlandse vluchten door de Kiribatische nationale maatschappij Air Kiribati en het eveneens Kiribatische Coral Sun Airways. Laatstgenoemde maatschappij overweegt het aankopen van een nieuw, groter vliegtuig, dat in staat is om tot de Phoenix- en Line-eilanden te vliegen. Beide archipels blijven momenteel namelijk verstoken van elke reguliere nationale of internationale vliegverbinding.

## Trivia
De strijd om Tarawa werd in twee stripboeken van Jean-Michel Charlier en Victor Hubinon beschreven: Tarawa, het bloedige atol.